# Totò, Vittorio e la dottoressa
Totò, Vittorio e la dottoressa é um filme italiano de 1957, dirigido por Camillo Mastrocinque.

## Sinopse
Michele (Totò) e Gennaro (Agostino Salvietti) trabalham como investigadores da agência  "Nulla sfugge". Quando o seu patrão (Luigi Pavese) é obrigado a ausentar-se em trabalho, os dois decidem tomar o seu lugar e fazerem-se passar por hábeis investigadores especializados, perante duas irmãs (Tecla Scarano e Amalia Pellegrini) que se dirigiram à agência para mandarem investigar a conduta moral da mulher do seu neto, uma doutora americana de Boston (Abbe Lane). A doutora é chamada a substituir um professor famoso e a cuidar dos seus pacientes, entre os quais se inclui o marquês De Vitti (Vittorio De Sica), um nobre muito mulherengo.

## Elenco
- Totò: Michele Spillone detto Mike (originario di Secondigliano), ex lustrascarpe e detective abusivo
- Vittorio De Sica: il marchese Vittorio de Vitti
- Abbe Lane: la dottoressa Brigitte Baker e moglie di Otello
- Tecla Scarano: Ada Barbalunga vedova Barbieri, una zia di Otello
- Agostino Salvietti: Gennaro detto Johnny (or.di Caserta) , il compare di Michele
- Luigi Pavese: il capo dell'agenzia investigativa Nulla sfugge
- Titina De Filippo: la madre del marchese de Vitti
- Sandro Pistolini: Sandrino
- Franco Coop: il maitre del locale La Conchiglia
- German Cobos: il geloso avvocato Otello Bellomo
- Arturo Bragaglia: il signore al comizio
- Amedeo Trilli: un malato di mente della clinica Villa Valeria
- Giulio Calì: un altro malato di mente di Villa Valeria
- Dante Maggio: il cameriere del La Conchiglia
- Teddy Reno: Teddy Reno, il cantante del La Conchiglia
- Pierre Mondy: Romeo, il cameriere del marchese De Vitti
- Darry Cowl: Egisto, il padre nervoso dei 5 gemelli
- Amalia Pellegrini: Ida, la sorella di Ada

## Ligações Externas
- Antonio de Curtis:Totò, Vittorio e la dottoressa